# Hopea megacarpa
Hopea megacarpa är en tvåhjärtbladig växtart som beskrevs av Peter Shaw Ashton. Hopea megacarpa ingår i släktet Hopea och familjen Dipterocarpaceae. Inga underarter finns listade i Catalogue of Life.